# Loki Patera
Loki Patera est le plus grand cratère visible sur Io, un satellite galiléen de Jupiter. Il mesure 202 km de diamètre. Il contient un lac de lave actif, au-dessus duquel se forme épisodiquement une croûte. Le niveau de l'activité observée est similaire à celui des dorsales médio-océaniques sur Terre. Les mesures de température de l'émission thermique à Loki Patera prises par les instruments scientifique (IRIS) de la sonde Voyager 1 sont compatibles avec un volcanisme de soufre liquide.
Les lacs de lave d'Io tels que Loki Patera sont des dépressions partiellement remplies de lave en fusion couvertes par une mince croûte solidifiée. Ces lacs de lave sont directement reliés à un réservoir de magma situé en profondeur. Les observations de l'émission thermique dans les lacs de lave de plusieurs paterae d'Io ont révélé de brillantes roches en fusion le long et à la marge des flots de lave, roches produites par des fragments de la croûte qui se forme sur le lac. Au fil du temps, parce que la lave solidifiée est plus dense que le magma, ces roches peuvent s'enfoncer, provoquant une augmentation de l'émission thermique du volcan. Sur les sites tels que Loki Patera, cela peut se produire épisodiquement sur de grandes surfaces de croûte durcies. Ainsi, durant un épisode de renversement, Loki peut émettre jusqu'à dix fois plus de chaleur que lorsque sa croûte est stable. Lors d'une nouvelle éruption de ces lacs de lave, la croûte solidifiée est remplacée de proche en proche par de la lave fraîche à raison d'environ un kilomètre par jour, jusqu'à ce que toute la croûte ait été remplacée. Une nouvelle éruption commence lorsque la nouvelle croûte s'est suffisamment refroidie et épaissie pour ne plus être soutenue par la lave en fusion.
Loki Patera est situé par 12,6° N et 308,8° W et est nommé ainsi en référence au dieu nordique Loki. Amaterasu Patera est situé plus au nord, et Manua Patera plus au  nord-ouest.